# 宋遠
宋遠 （？年—？年），字文奇，三國時期蜀漢官吏。

## 生平
為犍為太守李嚴屬下郡丞，建安廿四年(西元219年)，與上司李嚴、武陽縣令陰化等人立右《黃龍甘露碑》來討好蜀漢先主劉備。

## 來源
1. ↑  洪适《隸續·卷十六》